# Karl-Heinz Zimmer

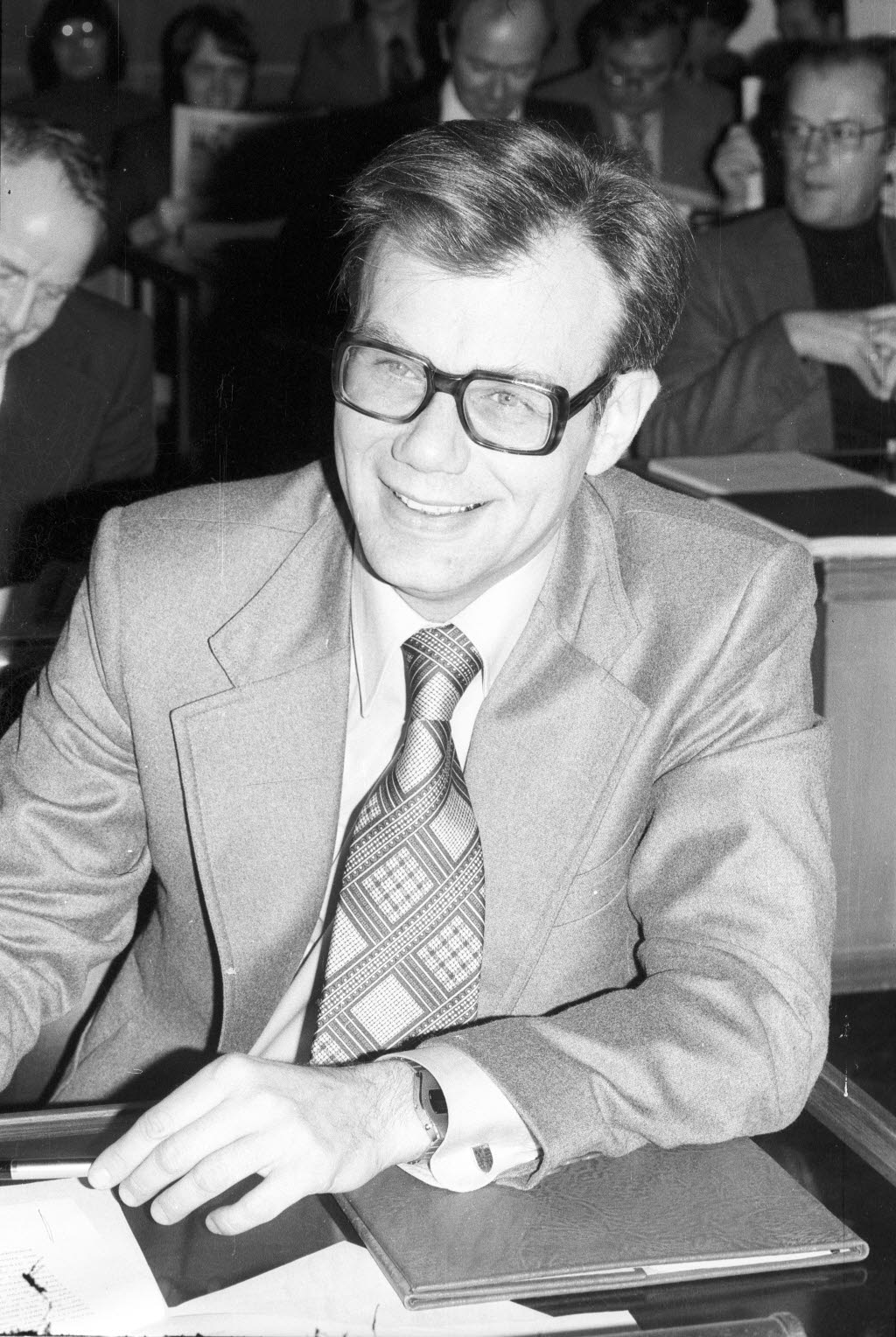
Karl-Heinz Zimmer 1976

Karl-Heinz Zimmer (* 1. Januar 1937 in Kiel; † 4. September 2019 ebenda) war ein deutscher Politiker (CDU). Von 1996 bis 1997 war er Oberbürgermeister der Stadt Kiel.

## Leben
Karl-Heinz Zimmer studierte nach seinem Abitur an der Kieler Hebbelschule Jura an der Christian-Albrechts-Universität zu Kiel. Ab 1969 war er als Verwaltungsjurist für die schleswig-holsteinische Landesregierung tätig, bis er 1979 hauptamtlicher Stadtrat in Kiel wurde. Ab 1994 war er Bürgermeister und nach der Abwahl Otto Kellings 1996 bis zur Wahl Norbert Gansels 1997 kommissarisch Kieler Oberbürgermeister.
Zimmer war von 2000 bis 2012 Vorsitzender des Landesverbands des Volksbundes Deutsche Kriegsgräberfürsorge.